# Кусака Нао
Нао Кусака (яп. 日下尚; нар. 28 листопада 2000, префектура Каґава) — японський борець греко-римського стилю, бронзовий призер чемпіонату світу, чемпіон Азії, чемпіон Олімпійських ігор.

## Життєпис
Закінчив середню школу в Такамацу. Виступає за борцівський клуб Японського університету спортивної науки.
У молодших вікових групах на чемпіонатах світу та Азії вище третього місця не піднімався. У 2023 дебютував на дорослому чемпіонаті світу, здобувши бронзову медаль. У квітні 2024 року став чемпіоном Азії серед дорослих, а через чотири місяці сенсаційно переміг на літніх Олімпійських іграх в Парижі.

## Спортивні результати на міжнародних змаганнях

### Виступи на Олімпіадах
| Змагання                    | Збірна | Вагова категорія                 | Місце  |
| --------------------------- | ------ | -------------------------------- | ------ |
| Літні Олімпійські ігри 2024 | Японія | греко-римська боротьба, до 77 кг | Золото |

### Виступи на Чемпіонатах світу
| Змагання                        | Збірна | Вагова категорія                 | Місце  |
| ------------------------------- | ------ | -------------------------------- | ------ |
| Чемпіонат світу з боротьби 2023 | Японія | греко-римська боротьба, до 77 кг | Бронза |

### Виступи на Чемпіонатах Азії
| Змагання                       | Збірна | Вагова категорія                 | Місце  |
| ------------------------------ | ------ | -------------------------------- | ------ |
| Чемпіонат Азії з боротьби 2020 | Японія | греко-римська боротьба, до 72 кг | 5      |
| Чемпіонат Азії з боротьби 2024 | Японія | греко-римська боротьба, до 77 кг | Золото |

### Виступи на інших змаганнях
| Змагання                                         | Країна | Вагова категорія                 | Місце  |
| ------------------------------------------------ | ------ | -------------------------------- | ------ |
| Чемпіонат Японії з боротьби 2018                 | Японія | греко-римська боротьба, до 72 кг | Бронза |
| Чемпіонат Японії з боротьби 2019                 | Японія | греко-римська боротьба, до 72 кг | Золото |
| Всеяпонський відкритий чемпіонат з боротьби 2021 | Японія | греко-римська боротьба, до 77 кг | Срібло |
| Відкритий чемпіонат Загреба з боротьби 2023      | Японія | греко-римська боротьба, до 77 кг | 26     |
| Гран-прі Німеччини з боротьби 2023               | Японія | греко-римська боротьба, до 77 кг | Срібло |
| Відкритий чемпіонат Загреба з боротьби 2024      | Японія | греко-римська боротьба, до 77 кг | Бронза |
| Меморіал Імре Поляка та Яноша Варги 2024         | Японія | греко-римська боротьба, до 77 кг | Золото |

### Виступи на змаганнях молодших вікових груп
| Змагання                                      | Збірна | Вагова категорія                 | Місце  |
| --------------------------------------------- | ------ | -------------------------------- | ------ |
| Чемпіонат світу з боротьби серед кадетів 2017 | Японія | греко-римська боротьба, до 76 кг | 5      |
| Чемпіонат Азії з боротьби серед юніорів 2018  | Японія | греко-римська боротьба, до 72 кг | Бронза |
| Чемпіонат Азії з боротьби серед юніорів 2019  | Японія | греко-римська боротьба, до 77 кг | Бронза |
| Чемпіонат світу з боротьби серед молоді 2019  | Японія | греко-римська боротьба, до 72 кг | 5      |
| Чемпіонат світу з боротьби серед молоді 2022  | Японія | греко-римська боротьба, до 77 кг | Бронза |